# Willem Canter

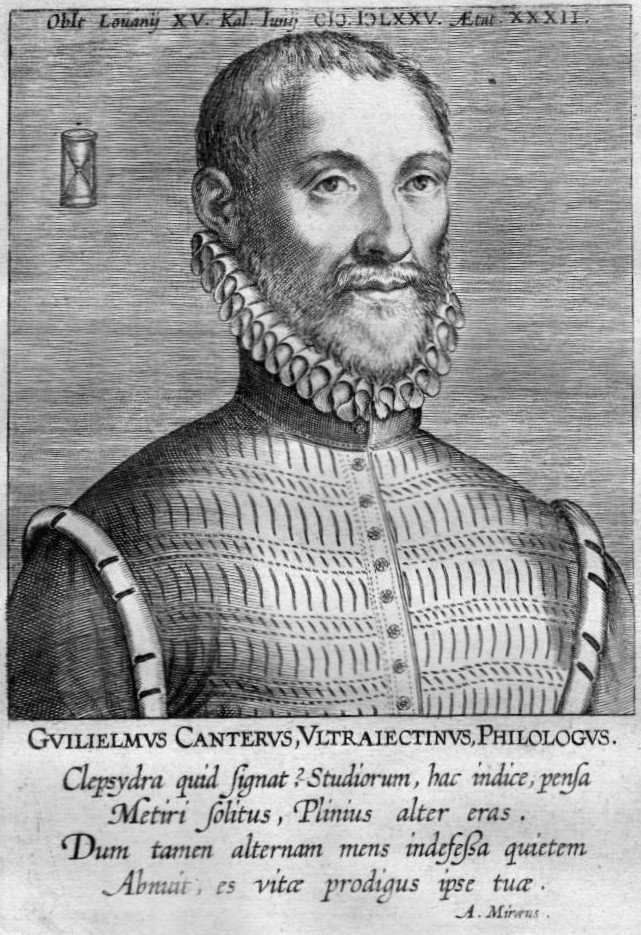
Willem Canter in einem Kupferstich um 1700.

Willem Canter (auch Wilhelm Canter; * 1542 in Leeuwarden oder Utrecht; † 1575 in Löwen) war ein niederländischer Philologe, der als einer der ersten Gräzisten seines Landes herausragende Bedeutung erlangte. Seine Überlegungen zur Editionsphilosophie waren bis ins 19. Jahrhundert von maßgeblichem Einfluss.
Willem Canter stammte aus einer angesehenen friesischen Familie, die ihm ein Leben in Wohlstand ermöglichte, das er ohne wirtschaftliche Zwänge als Privatgelehrter verbringen sollte. Von Georgius Macropedius wurde er schon früh in den Alten Sprachen unterrichtet und zeigte eine hohe Könnerschaft. Schon mit 12 Jahren begann er 1554 sein Studium an der Universität Löwen, 1560 wechselte er an die Universität Paris, wo er auf Jean Dorat und Joseph Justus Scaliger traf. Reisen führten ihn nach Deutschland und insbesondere nach Italien, wo er mit verschiedenen Gelehrten zusammentraf und zum Teil Freundschaften schloss. Wegen der Hugenottenkriege und der damit verbundenen Unruhen in Paris reiste er 1562 nach Italien, wo er bis 1563 lebte. Nach der Rückkehr ließ er sich in seiner niederländischen Heimat nieder, wo er schon im Alter von 33 Jahren an der Schwindsucht verstarb.
Canter unterschied sich durch seine herausragenden Kenntnisse des Altgriechischen von den meisten niederländischen Philologen seiner Zeit, die zum Großteil eher der Latinistik zugewandt waren. Damit stand er in der Tradition seiner französischen Lehrer. Er nutzte seine Sprachkenntnisse, um verschiedene griechische Werke ins Lateinische zu übersetzen und damit einer größeren Zahl von niederländischen Forschern zugänglich zu machen. Mit Scaliger gab er textkritische Ausgaben von Lykophron aus Chalkis und Athenaios heraus, an Ausgaben der Tragiker arbeitete er allein. Sie erschienen zum Teil erst posthum: 1571 Euripides, 1579 Sophokles und 1580 Aischylos. Diese Ausgaben wurden noch lange benutzt und wurden zum Ausgangspunkt der späteren Werkausgaben dieser Autoren. Er beschäftigte sich auch wissenschaftlich mit den Werken, forschte etwa zur Metrik und bestimmte die Korresponsionen der Chorlieder. In der Latinistik forschte Canter insbesondere zu Properz und Cicero. Wie bei seinen Ausgaben griechischer Autoren befasste er sich in den notae mit textkritischen sowie philologischen Fragestellungen und übernahm auch Anmerkungen älterer Autoren. Zu seiner Übersetzung griechischer Redner wie Aelius Aristides, Gorgias von Leontinoi, Andokides und Lysias ins Lateinische gab er einen Anhang bei. In dieser Ratio emendandi legte er seine Sichtweise der Editionsphilosophie dar. Es sollte Canters bedeutendstes Werk werden. 1566 erschien die Schrift erstmals in Basel und wurde danach als selbstständige Schrift immer wieder noch bis ins 19. Jahrhundert publiziert. Sie wurde etwa von Wilhelm Dindorf, Johan Nicolai Madvig und Eduard Fraenkel benutzt. Canter definiert in seiner Schrift Kriterien der Handschriften-Beschreibung und definiert systematisch die gängigen Fehler in Handschriften.